# Aedes gahnicola
Aedes gahnicola är en tvåvingeart som beskrevs av E. Sydney Marks 1947. Aedes gahnicola ingår i släktet Aedes och familjen stickmyggor. Inga underarter finns listade i Catalogue of Life.